# 兴寿站
兴寿站是一个京通铁路上的铁路车站，位于北京市昌平区兴寿镇，建于1976年，目前为四等站，目前客运：办理旅客乘降；行李、包裹托运；货运：办理整车、零担货物发到 。